# Shepherdia quadrivittata
Shepherdia quadrivittata is een keversoort uit de familie Ademosynidae. De wetenschappelijke naam van de soort is voor het eerst geldig gepubliceerd in 1923 door Tillyard.